# Le Bessat
Le Bessat is een gemeente in het Franse departement Loire (regio Auvergne-Rhône-Alpes) en telt 414 inwoners (1999). De plaats maakt deel uit van het arrondissement Saint-Étienne.

## Geografie
De oppervlakte van Le Bessat bedraagt 10,0 km², de bevolkingsdichtheid is 41,4 inwoners per km².
De onderstaande kaart toont de ligging van Le Bessat met de belangrijkste infrastructuur en aangrenzende gemeenten.

## Demografie
Onderstaande figuur toont het verloop van het inwonertal (bron: INSEE-tellingen).